# پسکیچی
پسکیچی (به ایتالیایی: Peschici) یک کومونه در ایتالیا است که در استان فوجا واقع شده‌است. پسکیچی ۴۸٫۹۲ کیلومتر مربع مساحت و ۴٬۴۱۱ نفر جمعیت دارد و ۹۰ متر بالاتر از سطح دریا واقع شده‌است.